# Millcayac
Millcayac (Milykayak) va ser una de les llengües huarpes. Era originària de la província de Cuyo a l'Argentina, però havia estat desplaçada a Xile a finals del segle XVI. Luis de Valdivia va escriure una gramàtica, vocabulari i textos religiosos. La gent es va mestissar i va perdre la seva llengua poc després.